# Sarcoptes scabiei
Sarcoptes scabiei é um artrópode que parasita tanto animais domésticos quanto o homem, causando uma doença conhecida como escabiose no homem e sarna sarcóptica nos animais.
Sua distribuição é cosmopolita e é totalmente democrática em sua escolha das vítimas. A prevalência é global é de aproximadamente 300 milhões de casos.

## Morfologia
A fêmea é maior que o macho e tem um pouco menos que 0,5 mm de comprimento. Possuem quatro pares de patas quando adultos e três pares quando larva. São parasitas obrigatórios, têm seu corpo dividido em gnatossoma (rostral) e idiossoma (caudal). Não possuem espiráculo respiratório (a troca gasosa ocorre pela pele).
Tem corpo pequeno e globoso (0,2 – 0,5 mm), possui patas curtas, ideossoma com estrias transversais, espinhos em formato triangular no dorso, apódema em “Y” e ânus terminal em relação à placa anal.
Em machos, os tarsos I, II e IV possuem ventosas em pedicelo não segmentado. Fêmeas apresentam ventosas nos tarsos I e II.

## Ciclo Biológico

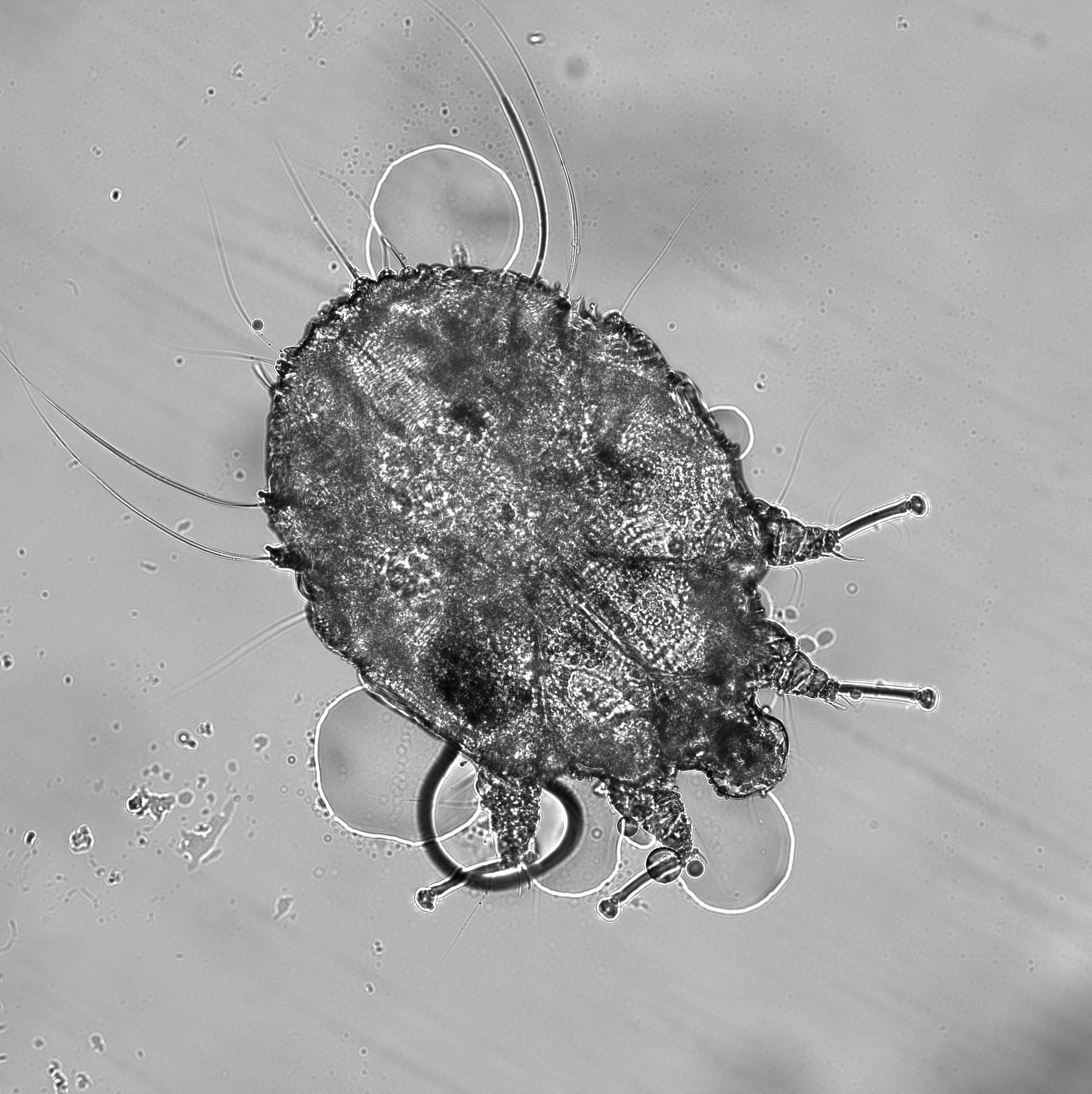
Sarcópteo de sarna humana visto sob um microscópio óptico (x20)

A postura das fêmeas (ovíparas) é feita em parcelas (enquanto a fêmea escava seu túnel, vai efetuando a postura dos ovos), abaixo da epiderme do hospedeiro, em galerias ("túneis" escavados por fêmeas adultas), com incubação de três a cinco dias. A postura em parcelas e a diferença do período de incubação garantem que numa infestação gere larvas provenientes de uma mesma fêmea por até dois meses. Após esse período há a eclosão desses ovos, surgindo as larvas. Com o desenvolvimento das larvas, o ácaro passa ao estágio de ninfa [subdividido em dois instares (estágios) ninfais: protoninfa e tritoninfa]. Essa transformação de larva para ninfa pode ocorrer na “galeria” (em que os ovos foram depositados) ou na pele.
A ninfa passa a adulto imaturos na pele. Após a fertilização, esses são considerados adultos (o ciclo dura em torno de dezessete dias). O adulto permanece sobre a pele para aumentar sua capacidade de transmissão.
Durante as trocas de fases, os ácaros sofrem ecdise (muda da pele), possibilitando que esses cresçam.
As fêmeas adultas se ingurgitam se alimentando de linfa.